# Calanus glacialis
Calanus glacialis es un copépodo ártico herbívoro que se encuentra en el Atlántico noroccidental, el Pacífico noroccidental y sus aguas adyacentes. Su hábitat se extiende desde el nivel del mar hasta 1.800 metros (5.900 pies) de profundidad. Las hembras generalmente varían de aproximadamente 3,6 a 5,5 milímetros (0,14 a 0,22 pulgadas) de longitud, y los machos generalmente varían de aproximadamente 3,9 a 5,4 milímetros (0,15 a 0,21 pulgadas) de longitud. Dependiendo de las condiciones, tiene un ciclo de vida de uno a tres años. La importancia de estos organismos es clave para las redes tróficas. La supervivencia de este organismo a muy bajas temperaturas y las condiciones donde vive pueden ser afectadas por los cambios de elevación en temperatura en las aguas del ártico, los cuales se ven directamente relacionados con el calentamiento global. La cantidad de ácidos grasos saturados en su composición es muy elevada y por lo tanto es posible su supervivencia en climas tan extremos.  

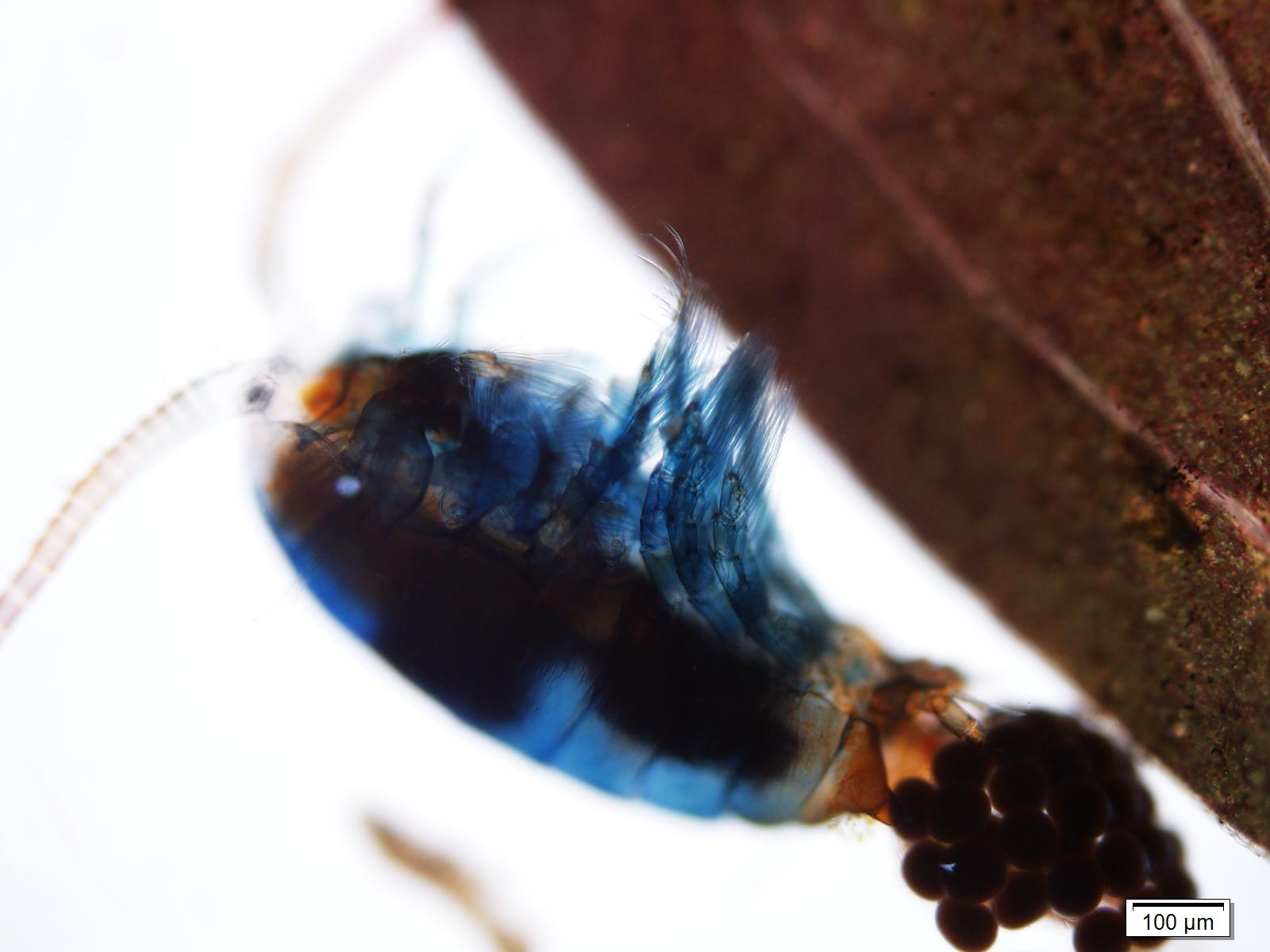
Copépodo, Calanus glacialis

## Características

### Hábitat
Endémico de las aguas árticas. Es más abundante en áreas de más de 50 m de profundidad, comúnmente fuera de las plataformas en cuencas profundas. Se encuentra en aguas superficiales a finales de primavera hasta principios de otoño, encontrado entre 200-500 m durante el invierno. El hielo marino juega un doble papel para la producción primaria en mares polares, ambos proporcionan una hábitat para algas y regulación de la luz disponible para producción primaria. Las algas comienzan a crecer en bajos niveles de luz en marzo y continúan creciendo hasta que substrato de hielo marino se derrite (Hegseth, 1998). A diferencia de la producción de fitoplancton, esta comienza después de la ruptura del hielo, dando una discontinuidad temporal entre el hielo marino y producción en aguas abiertas. A medida que la ventana de oportunidad para la producción primaria se estrecha mayores latitudes, el tiempo y la disponibilidad de esenciales los ácidos grasos omega-3 se vuelven cada vez más cruciales para todos organismos marinos.

### Alimentación
Alimentador de "filtro" de suspensión en fitoplancton y protistas, tiene depósitos de lípidos acumulados durante las etapas de hibernación, se cree que es uno de los herbívoros clave del Ártico.

### Ciclo de vida
- Las hembras comienzan a desovar en primavera según las reservas de lípidos del año anterior, y la reproducción continua depende de la disponibilidad de alimentos durante el verano. El tamaño de la nidada depende del tamaño de la hembra con un máximo de más de 100 huevos y típicamente 40-80 huevos,
- su desarrollo completo ocurre durante la primavera / verano.
- Los copepoditas tardíos (CIII-CVI) pasan el invierno en profundidad en 'diapausa' (una forma de hibernación).
- Duración de la generación estimada en 2 años.
- Esperanza de vida 2-3 años, con potencial para que las hembras aparezcan en años consecutivos

## Importancia
Se considera que Calanus glacialis tiene una posición clave en la red alimentaria marina de aguas árticas del mar.El importante papel de Calanus sp en el funcionamiento del ecosistema marino se basa en la transferencia de ácidos grasos omega-3 (PUFA de cadena larga producidos por algas marinas), que son cruciales para el crecimiento y reproducción de todos los organismos marinos. Calanus sp contiene lípidos en su  (hasta 50–70% en masa), y esto los hace extremadamente nutritivos para los que se alimentan de ellos.
La gran abundancia de alimento en estas áreas sugieren un alto grado de éxito para esta especie. Sin embargo, los mecanismos subyacentes a su posición dominante en la comunidad de copépodos árticos, que están probablemente relacionados con la fisiología y la estrategia del ciclo de vida, permanecen en gran parte desconocidos.

## Adaptaciones celulares a condiciones debajo de 0°C
Calanus glacialis es un psicrófilo, el cual debe mantener la fluidez de su membrana celular a bajas temperaturas para poder sobrevivir. Esto lo hacen modificando las composición lipídica de su membrana celular. Estas adaptaciones específicas incluyen la síntesis de una mayor proporción de ácidos grasos insaturados en la membrana lipídica y el acortamiento de la cadena de carbono. Las enzimas tienden a ser más polares, con menos puentes de hidrógeno y pares de iones, los cuales reducen las relaciones hidrofóbicas entre las enzimas. En suma, estas adaptaciones permiten mayor flexibilidad de las enzimas en ambientes fríos. Además, la estructura ribosómica en los psicrófilos se modifica en comparación con la de los mesófilos para ayudar a la síntesis de proteínas en temperaturas bajas (Scherer y Neuhaus, 2002). 

### Membrana celular
En una membrana celular tenemos una membrana lipídica bicapa. Asociadas a esta estructura tenemos distintas proteínas que tienen funciones como transportadoras, canales y estabilizadoras. Si modificamos la estructura de las membranas, estamos afectando al movimiento pasivo de las moléculas a través de la membrana. Los cambios de temperatura pueden ser uno de los causantes. Frente a esta situación, se modifican los dobles enlaces que presentan los ácidos grasos de las membranas para intentar contrarrestar el aumento de temperatura que pone en peligro la integridad de la membrana. El mantenimiento de estos proporciona una correcta actividad de las enzimas que se encuentran unidos a la membrana, y el tráfico de moléculas a través de ella. Un mecanismo de modificación de enlaces se conoce con el nombre de homeoviscosidad (variar el grado de saturación de los ácidos grasos de la membrana para modificar su fluidez). 

## Modificaciones del ecosistema por el aumento de temperatura
La dinámica de poblaciones de especies clave de zooplancton en el Ártico europeo, Calanus glacialis pueden ser sensibles al clima cambios, que a su vez tiene una repercusión en niveles tróficos más altos. Los cambios dinámicos en las condiciones del medio ambiente y en la producción primaria en el Ártico causan una gran variabilidad en el desarrollo tasa y duración de los ciclos de vida de la especie Calanus. Estudios fenológicos completos de estos los copépodos son esenciales, especialmente en el contexto de su disponibilidad para planctonófago en el calentamiento Ártico.
Aunque la dramática pérdida de hielo marino del Ártico durante el la última década es indiscutible (Smetacek y Nicol, 2005; Stroeve et al., 2007; Comiso et al., 2008), las consecuencias de esta pérdida en procesos biológicos clave permanecen en gran parte desconocido. De los estudios que abordan el potencial impactos del cambio climático en los ecosistemas marinos polares, pocos se han centrado en los aspectos bioquímicos de interacciones tróficas (por ejemplo, calidad y transferencia de alimentos)   
El aumento de la temperatura afecta no solo la variabilidad del tamaño intraespecie sino que también conduce a la alteración de la estructura de tamaño en la comunidad de zooplancton, que se considera más importante que los cambios en la biomasa. Los escenarios de las modificaciones de la red alimentaria pelágica debido al aumento de la temperatura del agua de mar indican que las especies boreales, debido a una reproducción más rápida, tendrán papeles cada vez más importantes en latitudes altas.   
Las fluctuaciones en la producción de plancton pueden conducir a una alteración en interacciones entre depredadores y presas (coincidencia / desajuste) y, como consecuencia, puede severamente interrumpir el funcionamiento de todo el ecosistema. Sin embargo, también han surgido nuevas hipótesis,sugiriendo que la transferencia de energía a niveles tróficos más altos puede ser más eficiente de lo que se suponía anteriormente,debido al desarrollo acelerado del zooplancton por causa de estos desajustes.   
El problema es alarmante no solo porque se ha demostrado que el calentamiento global acelera el desarrollo de Calanus, pero también porque la fenología alterada de muchas especies se está convirtiendo en un problema cada vez más importante para interacciones tróficas y, por lo tanto, redes alimenticias enteras. Hasta la fecha, la perturbación en las interacciones entre depredadores y presas (coincidencia / desajuste) se han observado en muchos grupos de organismos, por ejemplo, entre peces y plancton [67,68], insectos y plantas, aves e insectos, aves playeras y artrópodos o aves marinas y zooplancton.  